# Koilodepas
Koilodepas es un género  de plantas con flores perteneciente a la familia Euphorbiaceae. Son nativas de la India y Malasia. Comprende 16 especies descritas y de estas solo 11 aceptadas.

## Taxonomía
El género fue descrito por Justus Carl Hasskarl y publicado en Verslagen en mededeelingen van de afdeeling natuurkunde; koninklijke akademie van wetenscappen. Amsterdam 4: 139. 1856. La especie tipo es: Joannesia princeps Vell,

## Especies aceptadas
A continuación se brinda un listado de las especies del género Koilodepas aceptadas hasta marzo de 2014, ordenadas alfabéticamente. Para cada una se indica el nombre binomial seguido del autor, abreviado según las convenciones y usos.
- Koilodepas bantamense Hassk.
- Koilodepas brevipes Merr.
- Koilodepas calycinum Bedd.
- Koilodepas ferrugineum Hook.f.
- Koilodepas frutescens (Blume) Airy Shaw
- Koilodepas hainanense (Merr.) Croizat
- Koilodepas homaliifolium Airy Shaw
- Koilodepas laevigatum Airy Shaw
- Koilodepas longifolium Hook.f.
- Koilodepas pectinatum Airy Shaw
- Koilodepas wallichianum Benth.